# Урочище «Вижар»
Урочище «Вижар» — ботанічний заказник місцевого значення в Україні. Створений рішенням Рівненського облвиконкому №343 від 22.11.1983 р. Знаходиться на території сільської ради с. Довговоля на північний захід від нього. Землекористувач - ССВК «Селянський ліс». Площа 36 га. 
Охороняється ділянка болота, де зростають рідкісні болотні рослини.